# Turbina akcyjna
Turbina akcyjna – turbina o małej reakcyjności. Dla turbiny czysto akcyjnej reakcyjność (stopień reakcyjności) ρ wynosi 0, w rzeczywistości jej wartość zawiera się w zakresie od 0,05 do 0,2, dzięki czemu uzyskiwany jest nieznaczny wzrost sprawności.

## Podstawy termodynamiczne
Przepływ czynnika roboczego przez turbinę następuje w wyniku różnicy ciśnień między wlotem i wylotem turbiny. Na wlocie do turbiny występuje wyższe ciśnienie czynnika, na wylocie - niższe. Podczas przepływu czynnika następuje więc jego rozprężanie.
Elementy konstrukcyjne turbiny akcyjnej nie są chłodzone ani podgrzewane z zewnątrz. Dlatego można powiedzieć, że przemiana czynnika w turbinie jest przemianą adiabatyczną. W przemianie takiej podczas rozprężania czynnika występuje także wzrost objętości właściwej, a więc ekspansja czynnika. Pojęcia "ekspansja" nie należy mylić z pojęciem "rozprężanie", jednak w przemianie adiabatycznej oba te procesy przebiegają jednocześnie i są ze sobą jednoznacznie powiązane.

## Przemiany energetyczne
W turbinie czysto akcyjnej rozprężanie i ekspansja czynnika realizowane są tylko w kierownicy, w wirniku następuje jedynie przepływ przez kanały zakrzywione, bez żadnych przemian termodynamicznych. W kierownicy, w wyniku rozprężania adiabatycznego, dochodzi także do wzrostu objętości właściwej (ekspansja), spadku temperatury, spadku entalpii, wzrostu prędkości przepływu i związanego z tym wzrostu ciśnienia dynamicznego oraz energii kinetycznej. Energia potencjalna pozostaje przy tym zwykle niezmienna, dlatego nie jest brana pod uwagę. W wieńcu wirnikowym nie występują żadne przemiany termodynamiczne, występuje tylko zmiana kierunku podczas przepływu czynnika przez zakrzywione kanały międzyłopatkowe.
Ogólnie można powiedzieć, że w turbinie cieplnej następuje zamiana pewnej ilości entalpii czynnika na pracę mechaniczną. W turbinie akcyjnej realizowane jest to w dwóch niezależnych przemianach energetycznych: 
- w kierownicy zamieniana jest entalpia na energię kinetyczną,
- w wirniku zamieniana jest energia kinetyczna na pracę mechaniczną.

## Budowa
Turbina akcyjna składa się zwykle z wielu stopni turbinowych, a w każdym z nich realizowane są podobne przemiany termodynamiczne. Rozprężanie/ekspansja (i z wiązany z nimi spadek entalpii) czynnika roboczego następuje przede wszystkim lub tylko w kierownicy (wieńcach kierowniczych). W wirniku (wieńcach wirnikowych) następuje zmiana kierunku przepływu czynnika (przepływ przez kanały zakrzywione) bez jego dalszej ekspansji lub z nieznaczną ekspansją. 
Istotną zaletą turbin akcyjnych jest jednakowe ciśnienie przed i za wieńcem wirnikowym (jeśli ρ > 0 to różnica tych ciśnień występuje, ale jest niewielka), dzięki czemu ograniczane są straty nieszczelności. Ponadto optymalny stosunek prędkości unoszenia u do prędkości bezwzględnej czynnika na wlocie do wieńca wirnikowego c1 jest mniejsza, niż w turbinach reakcyjnych, co pozwala na "przerobienie" większej ilości entalpii na energię mechaniczną w jednym stopniu turbiny. Dzięki temu turbiny akcyjne składają się z mniejszej ilości stopni, niż turbiny reakcyjne, co wiąże się w obniżeniem kosztów produkcji i poprawieniem własności dynamicznych.